# Siring Agung (Lubuk Linggau Selatan II)
Siring Agung is een bestuurslaag in het regentschap Lubuklinggau van de provincie Zuid-Sumatra, Indonesië. Siring Agung telt 2395 inwoners (volkstelling 2010).